# Karl Mejstrik

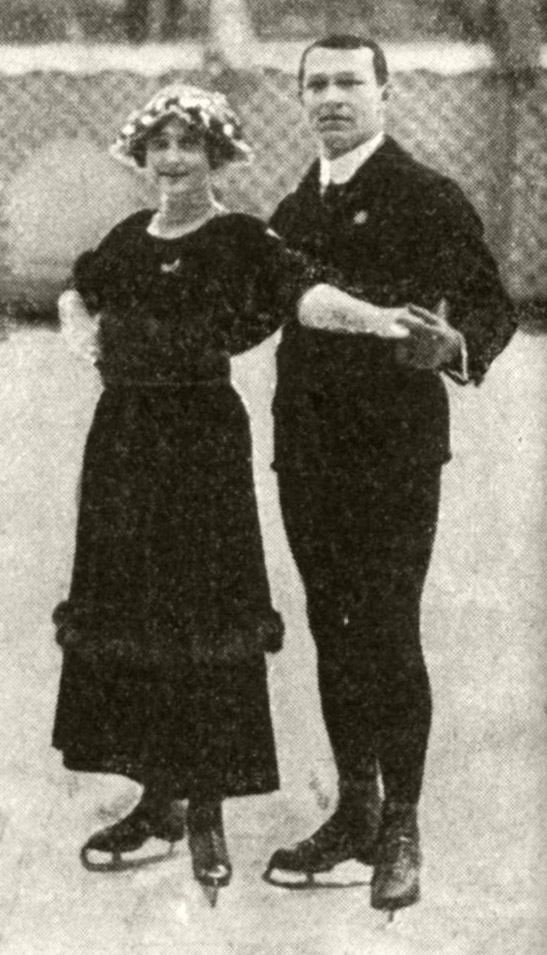
Karl Mejstrik und Helene Engelmann, 1912

Karl Mejstrik war ein österreichischer Eiskunstläufer, der im Paarlauf startete.
Er wurde 1913 mit Helene Engelmann erster österreichischer Meister im Paarlauf und in Stockholm Weltmeister. 1914 musste sich das Paar Christa von Szabó und Leo Horwitz bei den österreichischen Meisterschaften geschlagen geben und wurde Vize-Weltmeister hinter Ludowika Jakobsson-Eilers und Walter Jakobsson aus Finnland, die sie im Vorjahr noch auf den Silberrang verwiesen hatten.
Durch den Ersten Weltkrieg fanden von 1915 bis 1921 keine Weltmeisterschaften statt. Dies nahm Mejstrik die Chance auf weitere Erfolge in diesem Zeitraum. Nach der Weltkriegspause ging Helene Engelmann mit Alfred Berger an den Start. Ab 1927 war Mejstrik als Profi-Eiskunstläufer außerhalb von Österreich aktiv.

## Ergebnisse

### Paarlauf
(mit Helene Engelmann)
| Wettbewerb / Jahr               | 1913 | 1914 |
| ------------------------------- | ---- | ---- |
| Weltmeisterschaften             | 1.   | 2.   |
| Österreichische Meisterschaften | 1.   | 2.   |

| Personendaten    | Personendaten                   |
| ---------------- | ------------------------------- |
| NAME             | Mejstrik, Karl                  |
| KURZBESCHREIBUNG | österreichischer Eiskunstläufer |
| GEBURTSDATUM     | 19. Jahrhundert                 |
| STERBEDATUM      | 20. Jahrhundert                 |